# ÖVP Salzburg

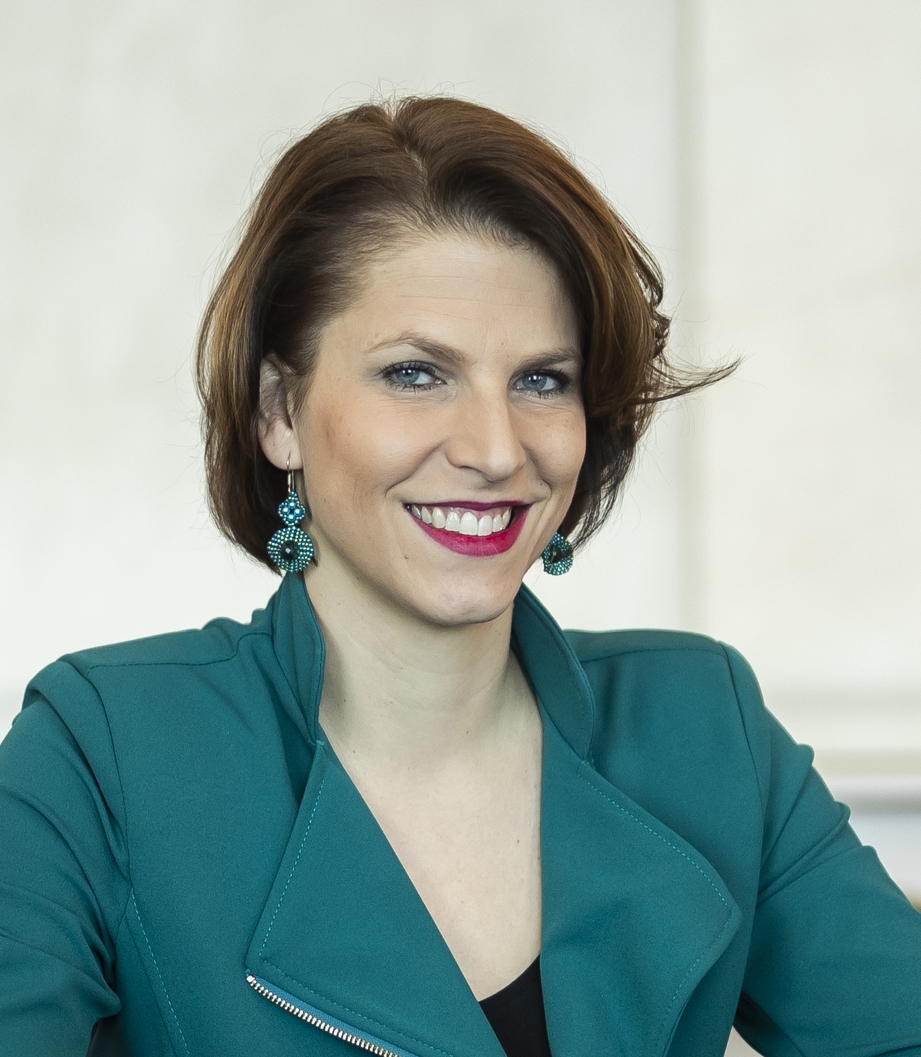
Karoline Edtstadler, aktuell Parteiobfrau der ÖVP Salzburg

ÖVP Salzburg (auch Salzburger Volkspartei) ist die Landesorganisation der Österreichischen Volkspartei (ÖVP) im Land Salzburg. Die Partei hat ihren Sitz in der Salzburger Merianstraße. Sie stellt seit 1945 mit einer Unterbrechung von 2004 bis 2013 den Landeshauptmann Salzburgs. Obfrau der Landesgruppe ist die ehemalige Bundesministerin Karoline Edtstadler, Salzburger Landeshauptmann ist derzeit noch der Vorgänger als Obmann Wilfried Haslauer junior, Klubobmann im Landtag ist Wolfgang Mayer.
Seit der Landtagswahl 2023 verfügt die Salzburger Volkspartei über 12 Mandate im Salzburger Landtag und regiert dort in einer Koalition mit der FPÖ in der Landesregierung Haslauer jun. III.

## Geschichte
Seit ihrer Gründung bis heute ist die ÖVP Salzburg eine der stärksten Partei des Bundeslandes und stellte vom ersten Landeshauptmann, Adolf Schemel (1945), bis zu Franz Schausberger (2004) den Landeshauptmann. Auch in der Mehrzahl der Gemeinden regieren bis heute zumeist „schwarze“ Bürgermeister. In der Stadt Salzburg war von 1935 bis 1938 und 1945/46 Richard Hildmann (CS/ÖVP) Bürgermeister, von 1992 bis 1999 regierte ÖVP-Bürgermeister Josef Dechant die Stadt Salzburg. 2017 wurde Harald Preuner (ÖVP) zum Bürgermeister gewählt.
Bei der Landtagswahl 2004 verlor die ÖVP erstmals die Mehrheit im Landtag an die SPÖ. In der Landtagswahl 2009 konnte sie zwar die Differenz zur SPÖ verringern, fuhr selbst jedoch das schlechteste Resultat der Nachkriegszeit ein. Die relative Mehrheit gewann sie erst bei der Landtagswahl 2013 zurück.

### Landesparteiobleute seit 1945
- Hermann Rainer (1945)
- Martin Gassner (1946–1947)
- Isidor Grießner (1949–1952)
- Josef Klaus (1952–1964)
- Karl Glaser (1964–1976)
- Wilfried Haslauer senior (1976–1989)
- Hans Katschthaler (1989–1996)
- Franz Schausberger (1996–2004)
- Wilfried Haslauer junior (2004–2025)
- Karoline Edtstadler (seit 2025)

### Landesparteisekretäre / Landesparteigeschäftsführer seit 1945
- August Trummer (1945–1946)
- Albert Steininger (1945–1947)
- Winfried Brauneis (1948–1949)
- Herbert Glaser (1949–1951)
- Peter Fischer (1951–1952)
- Oskar Berger (1953–1961)
- Clemens Molnar (1961–1971)
- Josef Hawel (1971–1979)
- Franz Schausberger (1979–1989)
- Christian Struber (1989–1996)
- Gerlinde Rogatsch (1996–2004)
- Peter Haubner (2004–2005)
- Anton Santner (2006–2011)
- Wolfgang Mayer (2011–2021)
- Nikolaus Stampfer (seit 2021)

### Klubobleute (Auswahl)
- Gerlinde Rogatsch (2004–2015)
- Daniela Gutschi (2015–2021)[3]
- Wolfgang Mayer (seit Februar 2021)[2][3]

## Teilorganisationen
Die Salzburger Volkspartei ist ebenso wie die Bundes-ÖVP in Teilorganisationen, die sogenannten „Bünde“, unterteilt. Eine Mitgliedschaft in einer der Teilorganisationen der ÖVP Salzburg bringt in der Regel auch gleichzeitig eine Mitgliedschaft in der Landes- und darüber hinaus in der Bundespartei mit sich. Es existieren von allen sechs ÖVP-Bünden jeweils Landesorganisationen in Salzburg:
ÖAAB Salzburg
Obmann des Arbeitnehmerinnen- und Arbeitnehmerbund (AAB) Salzburg ist der Landtagsabgeordnete Karl Zallinger.
Bauernbund Salzburg
Der Bauernbund ist die Vertretung der Landwirte innerhalb der ÖVP und wurde in Salzburg laut eigenen Angaben 1906 gegründet. Der Bauernbund Salzburg wird aktuell von Rupert Quehenberger als Präsident geleitet.
Salzburger ÖVP Frauen
Die Frauenbewegung Salzburg vertritt seit dem Jahr 1945 die Interessen der Frauen gegenüber der ÖVP-Landespartei, wurde aber erst 1972 als Bund in die Partei eingegliedert. Obfrau der Frauenbewegung Salzburg ist die Landtagspräsidentin Brigitta Pallauf.
Wirtschaftsbund Salzburg
Der Wirtschaftsbund wurde in Salzburg als Interessensvertretung der Unternehmer gegründet. Als Obmann des Wirtschaftsbunds Salzburg fungiert Peter Buchmüller.
Salzburger Seniorenbund
Der Seniorenbund ist einer der mitgliederstärksten Bünde der ÖVP Salzburg mit laut eigenen Angaben rund 29.200 Mitgliedern und stellt die Vertretung der Senioren innerhalb der Salzburger Volkspartei dar. Seine Obfrau ist die Bundesratsabgeordnete Andrea Eder-Gitschthaler.
Junge ÖVP (JVP) Salzburg
Die Junge Volkspartei Salzburg vertritt die Jugendlichen und jungen Erwachsenen bis zu deren Übertritt in einen der anderen ÖVP-Bünde. Laut eigenen Angaben hat die JVP Salzburg derzeit rund 4000 Mitglieder. Aktueller Obmann der JVP Salzburg ist Maximilian Aichinger.